# Крижний Врх (Мокроног–Требелно)
Крижний Врх (словен. Križni Vrh) — поселення в общині Мокроног-Требелно, регіон Південно-Східна Словенія, Словенія.